# Yaka
|  | Per a altres significats, vegeu «yaka (grup humà)». |

El yaka, kiyaka, lyaka o laka és una llengua bantu del grup H que parlen els yaka que viuen a l'antiga província de Bandundu, a la República Democràtica del Congo i al centre-nord d'Angola, a la zona fronterera amb la RDC. Segons l'Ethnologue el 2000 hi havia 900.000 yakes en els dos països i segons el joshuaproject n'hi ha 1.331.000. El seu codi ISO 639-3 és yaf, el seu codi al glottolog és yaka1269 i el seu codi Guthrie de les llengües bantus és H.31.

## Geolingüística i etnolingüística
Els 700.000 yakes que vivien a la RDC (1.006.000 segons el joshuaproject) ho feien principalment al sud de l'antiga província de Bandundu, concretament als territoris de Popokabaka i de Kasongo Lunda, que correspondrien bàsicament a l'actual província de Kwango.
Els 200.000 yakes d'Angola (325.000 segons el joshuaproject) viuen sobretot a la zona fronterera amb la RDC al centre-nord del país, principalment a l'est de la província d'Uige i a l'extrem nord-oriental de la província de Malanje. Segons el joshuaproject, el municipi principal en el que es parla és kimbele.

## Família lingüística i relació amb altres llengües
El yaka forma part del subgrup de les llengües yakes, que són llengües bantus del grup H. Les altres llengües del mateix subgrup són el lonzo, el ngongo i el pelende. En el glottolog, a més, es considera que el samba i el suku formen part de les llengües yaka-sukus.

## Dialectes
El ngoongo és un dialecte del yaka. Les altres llengües yakes són properes.

## Sociolingüística, estatus i ús de la llengua
El yaka és una llengua vigorosa (EGIDS 6a): Tot i que no està estandarditzada, és utilitzada per persones de totes les generacions i la seva situació és sostenible. Té diccionari i hi ha traduïts fragments de la bíblia. S'escriu en alfabet llatí.